# Diecezja Nuestra Señora de los Mártires del Líbano en México
Eparchia Nuestra Señora de los Mártires del Líbano en México – eparchia Kościoła maronickiego w Meksyku, z siedzibą w mieście Meksyk. Została ustanowiona w 1995. 

## Biskupi ordynariusze
- Pierre Wadih Tayah † (1995–2002)
- Georges M. Saad Abi Younes OLM, od 2003